# China Taipéi en los Juegos Paralímpicos de Tokio 2020
China Taipéi (Taiwán) estuvo representada en los Juegos Paralímpicos de Tokio 2020 por diez deportistas, seis mujeres y cuatro hombres.

## Medallistas
El equipo paralímpico obtuvo las siguientes medallas:
| Nombre         | Deporte       | Evento                 |
| -------------- | ------------- | ---------------------- |
| Oro            |               |                        |
| —              |               |                        |
| Plata          |               |                        |
| —              |               |                        |
| Bronce         |               |                        |
| Tien Shiau-Wen | Tenis de mesa | Individual 10 femenino |